# Nathan Berry
Nathan Berry (* 21. Januar 1991 in New South Wales; † 3. April 2014 in Sydney) war ein australischer Jockey. Er holte 29 Erst-, 31 Zweit- und drei Drittplatzierungen. 2014 erreichte er ein Preisgeld von 1,94 Mio. AU$.

## Leben
Nathan war der wenige Minuten ältere Zwillingsbruder von Thomas Berry. Sie wurden 1991 auf der Warwick Farm in New South Wales geboren und erlernten das Reiten bei ihrem Vater Kevin Berry.
Nathan Berry war seit dem 2. Februar 2014 mit der Tochter von Glyn Schofield verheiratet. Am 18. März 2014 brach er beim Training auf der Rennbahn in Singapur zusammen und wurde mit einem Sonderflug nach Sydney gebracht. In Sydney wurde eine akute infektinduzierte Form der Epilepsie, das sogenannte Norse-Syndrom (FIRES), diagnostiziert. Berry erlitt mehrere schwere Epilepsie-Anfälle und musste daraufhin in ein künstliches Koma gelegt werden. Er starb am 3. April 2014 in einem Krankenhaus in Sydney.

## Sportliche Erfolge
Berry begann seine professionelle Jockey-Karriere im Alter von 15 Jahren gemeinsam mit seinem Zwillingsbruder. Insgesamt gewann er in seiner kurzen Karriere 351 Rennen.
2013 gewann Berry auf Malavio das G3 Tramway Stakes auf dem Royal Randwick Racecourse, außerdem auf Va Pensiero das „Run To The Rose“ und auf Unencumbered das „McLachlan Stakes“. Im Januar 2014 gewann er das Magic Millions Classic (Thoroughbred Horse Racing) auf Unencumbered.